# Barney Bigard
Barney Bigard (New Orleans, 1906. március 3. – Culver City, 1980. június 27.) amerikai klarinétos, zenekarvezető. Biggard a dzsessztörténet egyik halhatatlan klarinétosa volt.

## Pályakép
Bigard New Orleansban született kreol szülők, Alexander és Emanuella Biggard gyermekeként. Nagybátyja, Emile Bigard jazzhegedűs volt.
Bigard először tenorszaxofonozott, később klarinétra váltott, amit Lorenzo Tiotól tanult. 1925-ben King Oliver együttesébe került, és Chicagóba költözött. Két év után Oliverrel együtt csatlakozott a Duke Ellington's Orchestra-hoz, ahol aztán 15 évig maradt.
Bigard New Orleans-i stílusú klarinétjátéka sokat adott hozzá Ellington portréjához. Bigard egyéni stílusát és artikulációját mindenki csodálta. A Mood Indigo-t Ellingtonnal közösen írta. Számtalan felvételt készített a swing-őrület idején, köztük néhány saját szerzeményét is rögzítette.
Miután elvált Ellingtontól, Kaliforniában játszott Freddie Slackkal és Kid Oryval. 1947-ben csatlakozott a Louis Armstrong All Starshoz, és egészen 1955-ig velük turnézott. Az 1950-es évek végén a Cozy Cole big bandjében játszott, 1960-ban pedig ismét Armstronghoz csatlakozott.
1962-ben félig-meddig visszavonult. Néhanap Disneylandben játszott. A '60-as évek végén Earl Hinesszal készít felvételeket. 1970-73 között szerepelt Dick Gibson előadásain.

## Albumok
- Barney Bigard 1944-1945 (Classics Records, 1997)
- Bucket's Got A Hole In It (recorded 1968 in Chicago)
- BBB & Co. (Swingville, 1962)
- Art Tatum, Joe Thomas, Georgie Auld, Vic Dickenson, Red Callender, Willie Smith, Zutty Singleton, Johnny Guarnieri és mások zenésztársaként...

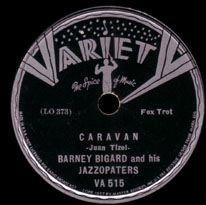

## Filmek
- Barney Bigard az IMDb-n

## Könyv
Önéletrajza: With Louis and The Duke (ISBN 978-0-333-40210-8) – Barney Bigard's autobiography